# Tom Van Arsdale
Tom Van Arsdale, właśc. Thomas Arthur Van Arsdale (ur. 22 lutego 1943 w Indianapolis) – amerykański koszykarz, obrońca, kilkukrotny uczestnik NBA All-Star Games, wybrany do składu najlepszych debiutantów NBA.
Do NBA został wybrany w drafcie 1965 roku z numerem 11 przez Detroit Pistons. Z numerem 10 został natomiast wybrany jego brat bliźniak – Dick Van Arsdale (przez New York Knicks). Przez pewien okres swojego życia obaj bracia występowali razem w jednym zespole, miało to miejsce w szkole średniej, na Uniwersytecie Indiana oraz przez jeden sezon (1976/77) w barwach klubu Phoenix Suns.
W swoim debiutanckim sezonie notował średnio 10,5 punktu, 3,9 zbiórki oraz 2,6 asysty. Po zakończeniu rozgrywek został zaliczony do składu najlepszych debiutantów ligi, wspólnie ze swoim bratem Dickiem. Był to jedyny taki przypadek w historii NBA, kiedy to dwaj bracia, a przy tym bliźniacy zostali wyróżnieni w ten sposób.
Najlepsze statystycznie sezony w jego karierze przypadły na lata 1969-71. Notował wtedy średnie na poziomie ok. 23 punktów, ponad 6 zbiórek oraz 2 asyst, zaliczając dwa kolejne występy w meczu gwiazd NBA. Po raz kolejny wystąpił w tym spotkaniu również rok później, reprezentując barwy Cincinnati Royals.
Jest rekordzistą NBA pod względem największej liczby spotkań rozegranych w trakcie całej kariery (929) bez ani jednego występu w play-off. W ciągu 12 lat uzyskał również najwyższą liczbę punktów (14 232), nie zaliczając żadnego spotkania w fazie posezonowej.
16 czerwca 1976 roku został wymieniony przez Hawks do Buffalo Braves, w zamian za Kena Charlesa, Dicka Gibbsa oraz gotówkę. Nie zdołał rozegrać tam jednak ani jednego spotkania, ponieważ nieco ponad dwa miesiące później, jeszcze przed rozpoczęciem rozgrywek, został odesłany do Arizony, gdzie zasilił szeregi klubu Suns. W ten sposób dołączył do swojego brata, z którym jak się później okazało rozegrał ostatni w karierze sezon, po upłynięciu którego obaj bracia zdecydowali się zakończyć swoją przygodę z zawodową koszykówką.

## Osiągnięcia
NCAA
- Wybrany do składu All-American (1965)[8]
- Wybrany Indiana Basketball Hall of Fame (1988)[9]

NBA
- Uczestnik meczu gwiazd:
  - NBA (1970–1972)[1]
  - Legend NBA (1985)[10]
- Wybrany do I składu debiutantów NBA (1966)[2]

Reprezentacja
- Mistrz uniwersjady (1965)[11]